# Senyoria de Thoire
La senyoria de Thoire fou una jurisdicció feudal de França, al Bugei (Bugey) que va esdevenir important amb la seva unió a la senyoria de Villars.
La senyoria apareix al segle xii amb Hug. El senyor Este I es va casar amb Agnes de Villars formant una senyoria cabdal per la regió de Bugey i Bresse.
Vegeu: Senyoria de Villars

## Llista de Senyors de Thoire
- Hug vers 1100
- Humbert I (fill) vers 1130
- Guillem (fill) vers 1130-1164
- Humbert II (fill) 1164-1187
- Esteve I (fill) 1187-1235
- Unit a Villars el 1235